# Salinibacter
Salinibacter es un género de bacterias gramnegativas de la familia Salinibacteraceae. Fue descrito en el año 2002. Su etimología hace referencia a la sal. Son bacterias aerobias, móviles, heterotróficas y halófilas extremas. Presentan una coloración roja debido a los pigmentos. Pueden crecer en una concentración de sal de 20-30%. Curiosamente, tienen muchas características parecidas a miembros de Archaea más que a miembros de Bacteria. Forma parte de un 5-25% de la comunidad procariótica de las salinas. Catalasa y oxidasa positivas.
En esta bacteria se ha descubierto la proteína xantorodopsina, una bomba de protones que se excita con la luz y contiene el carotenoide salinixantina, de color rojo.
Se encuentra ampliamente distribuido, en salinas y salmueras alrededor del Mar Mediterráneo y el Mar Rojo, en Turquía (lago Tuz), Egipto (Wadi An Natrum), Brasil, México (salinas Guerrero Negro), India, USA (Gran Lago Salado), Chile (lago Tebenquiche).
Se utiliza como modelo para estudios de adaptación bacteriana a ambientes salinos. Muy estudiada a nivel molecular. 

## Taxonomía
Actualmente consta de tres especies:
- Salinibacter altiplanensis
- Salinibacter grassmerensis
- Salinibacter ruber